# Ulysse Chevalier
Pour les articles homonymes, voir Chevalier.
Cyr Joseph Ulysse Chevalier, né à Rambouillet le 24 février 1841 et mort le 27 octobre 1923, est un prêtre catholique, bibliographe et historien français, spécialiste du Moyen Âge, connu notamment pour son Répertoire des sources historiques du Moyen Âge, ses études sur le suaire de Turin et la Sainte Maison de Lorette.

## Biographie
Ulysse Chevalier est le fils du médecin militaire et historiographe de la ville de Romans Jean André Ulysse Chevalier (Romans, 1804 - Romans, 1893) et de Marie Sophie Roux ; il est le cousin de l'érudit Jules Chevalier (Romans, 1845 - Romans, 1922). Il a été ordonné prêtre en 1866 mais n'a exercé son sacerdoce que par intermittence et a choisi de faire de la recherche de documents. Il a été quelque temps professeur au Grand séminaire, puis à la faculté catholique de Lyon. Il a été protégé par Paul Émile Giraud, recommandé en 1866 à Léopold Delisle.
Il a publié de nombreux ouvrages sur l'histoire du Dauphiné, par exemple le Regeste Dauphinois,  et les cartulaires de l'église et de la ville de Die (1868), de l'abbaye de Saint-André-le-Bas à Vienne (1869), de l'abbaye de Notre-Dame à Bonnevaux dans le diocèse de Vienne (1889), de l'abbaye de Saint-Chaffre au Monastier (1884), les inventaires et plusieurs fonds d'archives du Viennais, et une Bibliothèque liturgique en six volumes (1893-1897), dont les troisième et quatrième volumes constituent le Repertorium hymnologicum et contiennent plus de 20 000 articles.
Il est élu le 27 juillet 1871 à l'académie des sciences, belles-lettres et arts de Savoie, avec pour titre académique Agrégé. Il entre en 1890 à l'académie des sciences, belles-lettres et arts de Lyon.
Son œuvre majeure est le Répertoire des sources historiques du Moyen Âge. La première partie, Bio-Bibliographie (1875-1886), contient le nom de tous les personnages historiques mentionnés dans les livres imprimés et ayant vécu entre l'année 1 et l'année 1500, avec des références précises. La seconde partie, Topo-Bibliographie (1894-1903), contient non seulement les noms de lieux mentionnés dans les livres sur l'histoire du Moyen Âge, mais aussi, d'une manière générale, tout ce qui n'est pas inclus dans la Bio-Bibliographie.
Le Répertoire dans son ensemble représente une mine d'informations utiles : c'est l'un des plus importants monuments bibliographiques jamais consacrés à l'étude de l'histoire médiévale. Tout en étant prêtre catholique et professeur d'histoire à l'université catholique de Lyon, l'abbé (et plus tard chanoine) Chevalier adopta une attitude critique sur les questions religieuses. Il fut élu membre de l'académie des inscriptions et belles-lettres en 1912.
Dans la controverse sur l'authenticité du suaire de Turin, Chevalier a retracé les premiers documents sur l'histoire de cette relique, affirmant qu'elle ne pouvait être antérieure au XIVe siècle. Son travail a été attaqué par des tenants de l'authenticité comme Emmanuel Poulle, l'accusant d'avoir manipulé la documentation. Andrea Nicolotti a utilisé la correspondance du chanoine, décrivant les conditions dans lesquelles il avait travaillé sur ce dossier et les réprimandes de la hiérarchie ecclésiastique que lui valut cette position. Pour lui, les attaques des défenseurs de l'authenticité sont fantaisistes et les conclusions du chanoine, confirmées par datation du suaire de l'époque médiévale par le carbone 14, sont toujours d'actualité. 
Dans Notre-Dame-de-Lorette, étude critique sur l'authenticité de la Santa Casa (1906), Ulysse Chevalier a dissipé à l'aide de documents authentiques la légende de ce sanctuaire.
Au décès du chanoine Joseph-Hyacinthe Albanès (1822-1897) qui avait consacré sa vie à réunir des documents sur l'histoire ecclésiastique de la France méridionale et publié en 1895 le tome premier de Gallia christiana novissima, il a reçu tous ses documents pour continuer cette publication.

## Distinctions
- Officier d'académie, le 21 avril 1870 ;
- Officier de l'instruction publique, avril 1875 ;
- Chevalier de la Légion d'honneur le 21 avril 1877 ;
- Officier de la Légion d'honneur, le 12 août 1922[10].

## Publications
- Notice analytique sur le Cartulaire d'Aimon de Chissé aux archives de l'évêche de Grenoble avec notes table et pièces inédites, Colmar, Ch.-M. Hoffmann, 1869 Lire en ligne.
- Cartulaire municipal de la ville de Montélimar, Montélimar, Imprimerie et lithographie Bourron, 1871 Lire en ligne.
- Inventaire des archives des dauphins de Viennois à Saint-André de Grenoble en 1346, Lyon, A. Brun, 1871 Lire en ligne.
- Diplomatique de Bourgogne par Pierre de Rivaz. Analyses et pièces inédites, Paris, Honoré Champion, 1875 Lire en ligne.
- Dante Alighieri. Bio-Bibliographie, Montbéliard, Paul Hoffmann, 1877.
- Lettres inédites de Hugues de Lionne, ministre des affaires étrangères sous Louis XIV, Valence, Chenevier, 1877.
- Répertoire des sources historiques du Moyen Âge. Bio-bibliographie, Paris, Bureau de la Société bibliographique, 1877-1886, 2 vol. Lire en ligne.
- St Paul, apôtre. Bio-Bibliographie, Montbéliard, Paul Hoffmann, 1880.
- Cartulaire de l'abbaye de Saint-Chaffre du Monastier, ordre de Saint-Benoît, suivi de la chronique de Saint-Pierre du Puy, et d'un appendice de chartes, Montbéliard, Paul Hoffmann, 1884 ; réédition en 1891 Lire en ligne.
- avec Paul Émile Giraud :
  - Mystère des Trois Doms joué à Romans en 1509 publié d'après le manuscrit original avec le compte de sa composition, mise en scène et représentation et des documents relatifs aux représentations théâtrales en Dauphiné du XIVe au XVIe siècle, Lyon, Auguste Brun, 1887 Lire en ligne.
- Armorial historique de Romans ; suivi du Livre d'or de la même ville, Lyon, Auguste Brun, 1887 Lire en ligne.
- Un tournoi à Romans en 1484, Romans, R. Sibilat André, 1887 Lire en ligne.
- Des règles de la critique historique, Lyon, Emmanuel Vitte et Perrunel, 1888 Lire en ligne.
- Manuscrits et incunables liturgiques du Dauphiné, 1887-1889 Lire en ligne.
- Œuvres complètes de Saint Avit, évêque de Vienne, Lyon, Emmanuel Vitte, 1890 Lire en ligne.
- Cartulaire du prieuré de Paray-le-Monial, ordre de Saint-Benoît suivi d'un appendice de chartes et de visites de l'ordre de Cluny, Prais, Alphonse Picard, 1890.
- Le bréviaire romain et sa dernière édition type, Lyon, Emmanuel Vitte, 1891 Lire en ligne.
- Ordinaires de l'église cathédrale de Laon (XIIe et XIIIe siècles): suivis de deux Mystères liturgiques, Prais, Alphonse Picard, 1897.
- Les nominations épiscopales du XIIIe au XVe siècle, Lyon, Emmanuel Vitte, 1898 Lire en ligne.
- Repertorium hymnologicum. Catalogue de chants, hymnes, proses, séquences, tropes en usage dans l'église latine depuis les origines jusqu'à nos jours, Louvain, Lefever, puis Polleunis & Ceuterick, 1892-1897, 2 vol.
- Poésie liturgique du Moyen Âge : rythme et histoire. Hymnaires italiens, Paris, Picard, Lyon, Emmanuel Vitte, 1893
- Poésie liturgique traditionnelle de l'Église catholique en Occident, ou Recueil d'hymnes et de proses usitées au moyen âge et distribuées suivant l'ordre du Bréviaire et du Missel, Tournai, Desclée, Lefebvre, 1894.
- Répertoire des sources historiques du Moyen Âge. Topo-bibliographie, Montbéliard, Société anonyme d'imprimerie montbéliardaise, 1894-1899, 1502 p. (lire en ligne).
- Répertoire des sources historiques du moyen âge. Topo-bibliographie, Montbéliard, Paul Hoffmann puis Société anonyme d'imprimerie Montbéliardaise, 1894-1903 Lire en ligne : A-J ; K-Z.
- Le saint suaire de Turin est-il l'original ou une copie ? Étude critique, Chambéry, veuve Ménard, 1899 Lire en ligne.
- Étude critique sur l'origine du saint suaire de Lirey-Chambéry-Turin, Paris, Alphonse Picard, 1900.
- Le St Suaire de Lirey-Chambéry-Turin et les défenseurs de son authenticité, Paris, Alphonse Picard et fils, 1902.
- Autour des origines du suaire de Lirey avec documents inédits, Prais, Alphonse Picard et fils, 1903.
- Sacramentaire et martyrologe de l'abbaye de Saint-Remy. Martyrologe, calendrier, ordinaires, et prosaire de la métropole de Reims (VIIIe-XIIIe siécles), Paris, Alphonse Picard, 1900.
- Ordinaire et coutumier de l'église catédrale de Bayeux (XIIIe siècle), Paris, Alphonse Picard et fils, 1902.
- L'abjuration de Jeanne d'Arc au cimetière de Saint-Ouen et l'authenticité de sa formule. Étude critique, Paris, Alphonse Picard et fils, 1902 Lire en ligne.
- Notre-Dame de Lorette. Étude historique sur l'authenticité de la Santa Casa, Paris, Alphonse Picard et fils, 1906.
- La Santa casa de Lorette et la maison de la Sainte famille à Nazareth. Réponse à l'"Ami du clergé", Langres, Maitrier et Courtot, 1908.
- Regeste dauphinois, ou Répertoire chronologique et analytique des documents imprimés et manuscrits relatifs à l'histoire du Dauphiné, des origines chrétiennes à l'année 1349, Valence, Impr. valentinoise, 1913-1926, 12 vol. (lire en ligne).
- Répertoire des sources historiques du Moyen Âge. Bio-bibliographie, Prais, Alphonse Picard et fils, nouvelle édition 1905, 1er volume, A - I ; 2e volume, J - Z]